# London Borough of Islington
Der London Borough of Islington [ˈɪzlɪŋtən] ist ein Stadtbezirk von London. Er liegt unmittelbar nördlich des Stadtzentrums. Bei der Gründung der Verwaltungsregion Greater London im Jahr 1965 entstand er aus dem Metropolitan Borough of Islington und dem Metropolitan Borough of Finsbury im ehemaligen County of London.
In Islington befinden sich zwei Gefängnisse (Holloway Prison und Pentonville Prison); ein ehemaliges Gefängnis ist Coldbath Fields. Ferner gibt es hier das Emirates Stadium des FC Arsenal und den Theaterkomplex Sadler’s Wells.
Im Stadtteil Clerkenwell wird seit 1786 der bekannte London Dry Gin Gordon’s hergestellt.

## Stadtteile
- Angel
- Archway
- Barnsbury
- Canonbury *
- Clerkenwell *
- Farringdon
- Finsbury
- Finsbury Park *
- Highbury
- Highgate
- Holloway
- Islington
- King’s Cross
- Lower Holloway
- Newington Green
- Pentonville *
- St Luke’s
- Tufnell Park *
- Upper Holloway *

* Zu entsprechenden Stadtteilen gibt es noch keine eigenen Artikel, nur Weiterleitungen hierher.

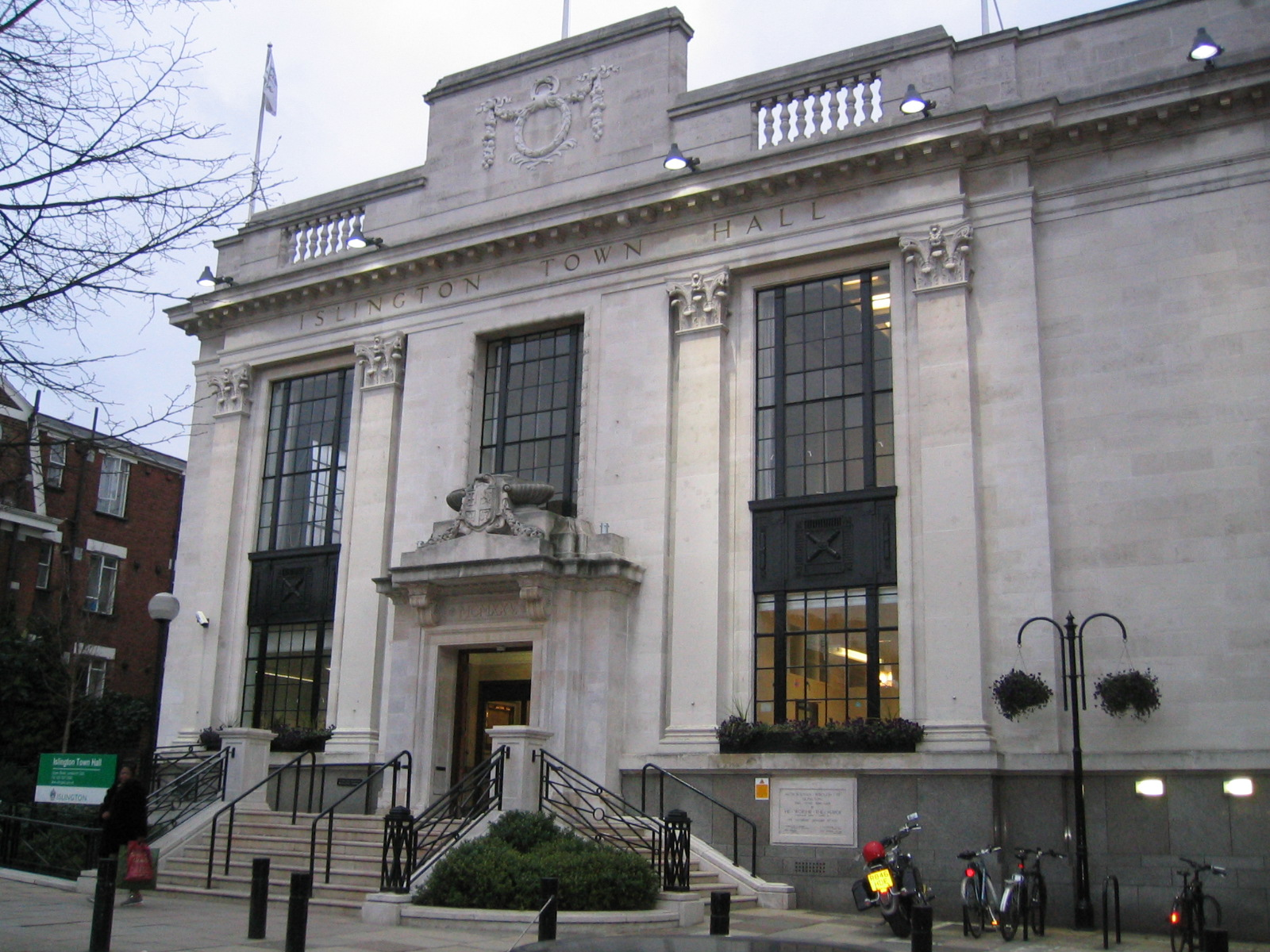
Rathaus von Islington
St. John’s Gate in Clerkenwell um 1910
Finsbury Square um 1910
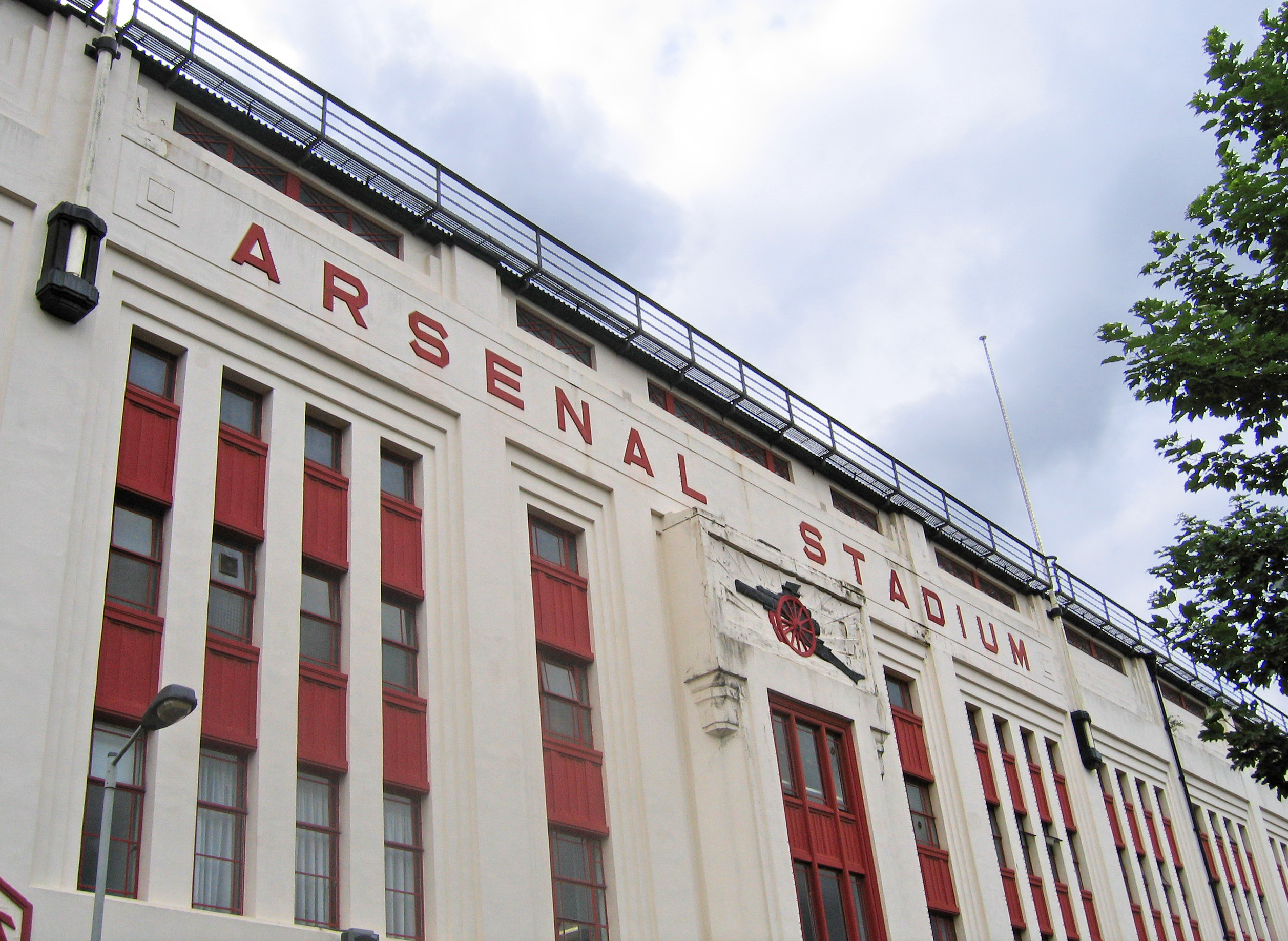
Arsenal Stadium
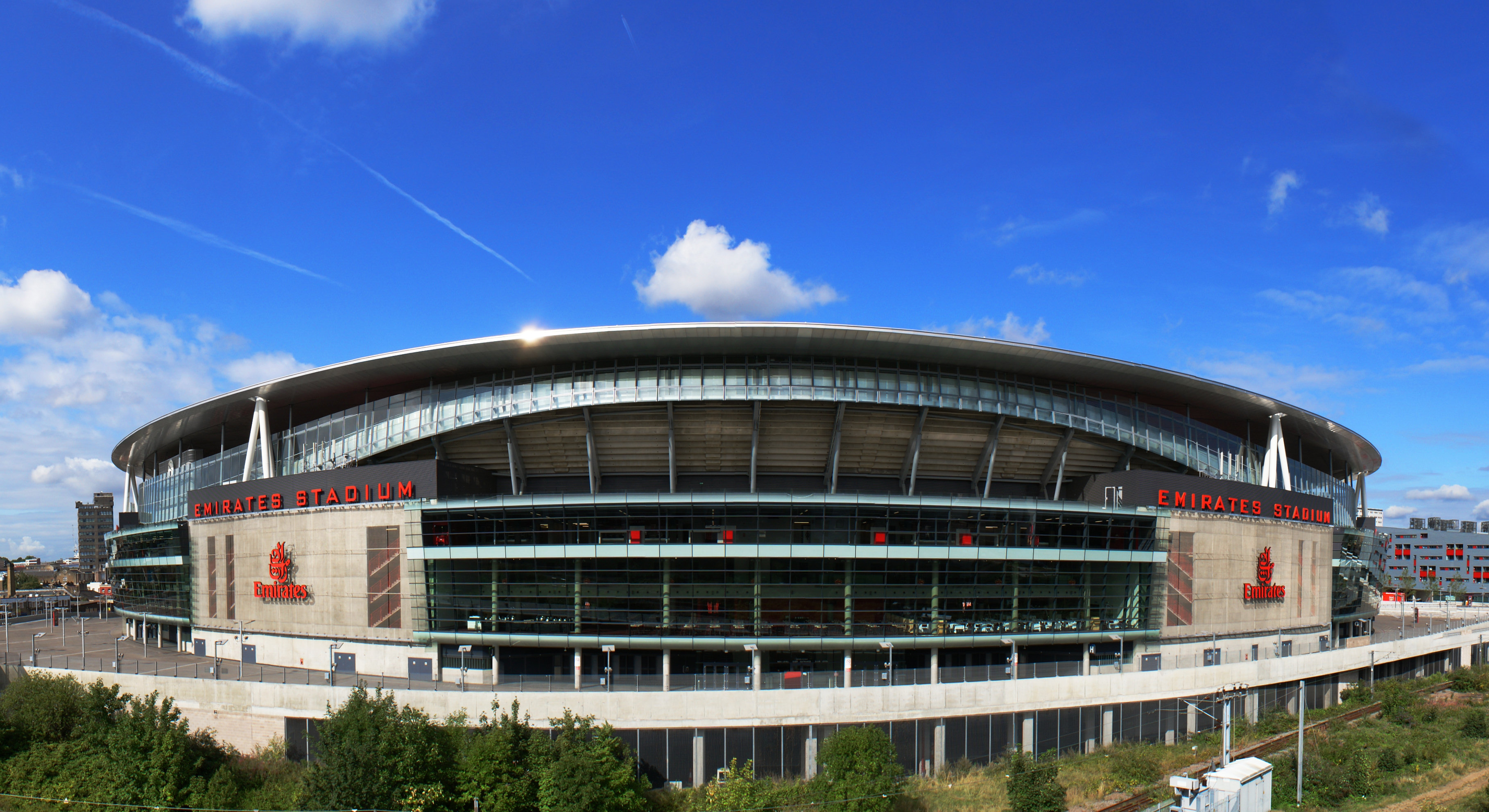
Emirates Stadium

## Bevölkerung
Die Bevölkerung setzte sich 2005 aus 69,6 % Weißen, 14,2 % Asiaten, 10,7 % Schwarzen und 1,4 % Chinesen zusammen.

## Persönlichkeiten
- Thomas Birch (1705–1766), englischer Historiker und Schriftsteller
- Moses Browne (1704–1787), Dichter, Übersetzer und Kleriker
- Alexandra Burke (* 1988), Sängerin
- Asa Butterfield (* 1997), Schauspieler
- Chris Carter (* 1953), Musiker
- Dwain Chambers (* 1978), Leichtathlet
- Winston Clifford (* 1965), Schlagzeuger
- Joe Cole (* 1981), Fußballspieler
- Amelia Edwards (1831–1892), Schriftstellerin und Ägyptologin
- Chris Farlowe (* 1940), R&B-Sänger
- Edith Garrud (1872–1971), Suffragette und Kampfsportlerin
- Tony Hadley (* 1960), Popsänger
- Sidney Jones (1861–1946), Komponist und Dirigent
- Mary Kingsley (1862–1900), Entdeckerin und Ethnologin
- Keira Knightley (* 1985), Schauspielerin
- Ethel Thomson Larcombe (1879–1965), Tennisspielerin
- Herbert Lee (1887–1980), Radrennfahrer
- Leona Lewis (* 1985), Sängerin
- Lily Loveless (* 1990), Schauspielerin
- John Stuart Mill (1806–1873), Philosoph und Ökonom
- Scott Neal (* 1978), Schauspieler
- Jackie Pallo (1925–2006), Wrestler
- Alan Parker (1944–2020), Drehbuchautor
- Ray Russell (* 1947), Gitarrist, Komponist
- Alfie Stewart (* 1993), Schauspieler
- Sidney Thomas (1850–1885), Metallurg
- Emily Watson (* 1967), Schauspielerin